# 電脳警察サイバーコップ
『電脳警察サイバーコップ』（でんのうけいさつサイバーコップ）は、1988年10月2日から1989年7月5日まで、日本テレビ系列で全36回が放送された、東宝（東宝企画）制作の特撮テレビ番組。
放送時間は、番組開始当初から1989年3月26日放送分（第24話）までは毎週日曜午前10:30 - 11:00、1989年4月5日放送分（第25話）以降は毎週水曜17:00 - 17:30（いずれもJST）。

## 概要
本作品は、東宝が『メガロマン』（1979年）以来に制作した特撮番組であり、同時に「新時代の特撮ドラマ」を意図して従来の特撮番組とは一線を画す要素が多数盛り込まれたSFテレビシリーズでもある。制作には、講談社とタカラ（現・タカラトミー）が企画段階から参加した。
その要素の最たるものが、当時としては珍しいVTR方式による撮影である。既に1983年放送の『アンドロメロス』でもVTR方式による撮影は試みられていたが、同作品がスタジオ撮影が主だったのに対し、本作品ではロケーション映像にもVTR方式を活かした画面合成などが行われるなど、より進んだ形で採り入れられているのが大きな違いとなっている。
また作劇面でも連続ドラマとしての要素が導入されており、アクションよりも登場人物の人間性を前面に押し出したストーリー展開が視聴者にアピールされている。番組中盤までは記憶喪失である主人公のジュピターこと武田真也の過去が番組最大の「謎」となっており、彼を巡る登場人物同士の葛藤や人間関係も物語の骨子となっていた。第3クール以降は、主人公・武田真也とヒロイン・上杉智子、準主人公・北条明と敵幹部・ビーストマスタールナの恋愛が物語の軸となり、敵味方の人物像をより深く掘り下げる描写が垣間見られた。登場人物の人間性を深く掘り下げたストーリー展開に加え、従来の特撮番組ではいわゆる「お約束」とされてきた決めゼリフやヒーローが変身後に取るポーズなどの様式美の廃止、随所に挿入されている洒落の効いたセリフ、主人公とヒロインのキスシーンをほのめかす描写、児童番組としては異例の飲酒シーンも数多く描写されるなど、児童のみならず大人の鑑賞にも堪えうる作品作りが心掛けられた。
もっとも、そういった作劇面での斬新さはメインターゲットとされた児童層へのアピールには必ずしも繋がらず、タカラが販売した玩具はかなりの苦戦を強いられた。放送当時、タカラに営業マンとして勤務していた田中圭一が描いたマンガ『サラリーマン田中K一がゆく!』によると、本作品はバンダイが東映と組んで制作するスーパー戦隊シリーズのような特撮作品を、タカラでも展開するという意欲の下で企画が進められ、大々的な制作発表も行われたという。しかし発売した玩具は経営陣が期待する売れ行きにはならなかったようで、田中はクリスマス商戦の際小売店店頭に立って主力商品のひとつ「サンダーアーム」（いわゆる「なりきり玩具」である）をアピールするも、なかなか売れ行きが伸びなかったというエピソードを描いている。その後、その「サンダーアーム」は本作品放送期間中にフジテレビ系列で放送されたテレビドラマ『君の瞳に恋してる!』（1989年）で出演者が使用したところ、ヒット商品となり、番組終了後に「サウンドアーム」というマイナーチェンジ版が発売された。
一方で、視聴率の面では第13話で10％を記録し、その後も安定した数字を得ていた。しかしその好調だった視聴率に目を付けられる形で、当初の放送時間帯であった日曜10時台後半にて、1989年4月よりテレビアニメ『ミラクルジャイアンツ童夢くん』がスタートするのに伴い、本作品は水曜夕方へと放送時間帯の移動を余儀なくされ、移動後は視聴率が急落。こうした経緯に対し、本シリーズ監修・監督の村石宏實も「アニメに枠を取られてしまって」と悔しさをにじませたコメントを残している。

## あらすじ
時は1999年、世界の中心都市TOKYOシティーでは、より凶悪化した都市犯罪が多発していた。そこで警視庁はそれに対処すべく特殊部隊ZAC（ザック、ZERO-SECTION ARMED CONSTABLE 0課装甲警察部隊）を編成。織田久義キャップの下、ビットスーツと呼ばれるパワードスーツを身に纏うサイバーコップたちが、日夜犯罪摘発に明け暮れていた。
そんなある日、ZACに新米警察官、武田真也が入ってくる。彼にはインターポールに保護される以前の記憶がなく、自分が何者なのかが分からないという。彼がZACに入ったことと、デストラップと呼ばれる犯罪組織の出現で苛烈する戦い、果たして彼は何者なのか? そして彼を付け狙うバロン影山とは？

## 登場人物

### ZAC
警視庁0課装甲警察部隊（ZERO-SECTION ARMED CONSTABLE）の略称。
漫画版では連載当初、マーズが毛利でサターンが北条であったがテレビシリーズに合わせて途中からマーズが北条、サターンが毛利になっている。
武田 真也（）
コードネームはジュピター。本作品の主人公。インターポールからZACに途中加入した新米警察官。明るい性格で感情的になることもしばしば。過去の記憶をなくしていたが、実は23世紀の未来からやって来た未来人で、そこをビットスーツごとインターポールに保護されていた。武田真也という名はインターポールで仮につけられた名前である。未来世界ではコンピュータによる支配と戦う人類解放軍の戦士で、Z-226（）というコードネームで呼ばれていた。記憶を取り戻すにつれ、その宿命に苦悩する。最終回はルシファー、上杉とともに未来世界へと帰還する。
北条 明（）
コードネームはマーズ。ビットスーツチームのリーダー。冷静沈着で任務遂行には私情を挟まない、警察学校を首席で卒業したエリート。言葉遣いはやや雑。他者に対する姿勢は基本的に辛辣で、特に扱いづらい相手には突き放した態度で臨むことも多い。最初は他のメンバーと違い警察学校出身ではなく、経験も浅い武田を「トーシロー」と素人呼ばわりし、彼の力量を認めようとしなかったため衝突していたが徐々に打ち解けていった。少年時、父親が死んだことに対しての復讐のためにハッカーになったが、織田キャップに補導されて更生、それ以来キャップを慕っている。デストラップの女幹部ビーストマスター・ルナと恋に落ちる。終盤、ルナがアンドロイドだとバロン影山から明かされた後も気持ちは変わらず、致命傷を受けたルナの内部が機械であることを見ても「赤い血が流れている」と嘘をついてその死を看取った。
毛利 亮一（）
コードネームはサターン。人情家でチームのムードメーカー。可愛い女の子に目がないお調子者だが、そういった面は周囲を和ませるために意識して演じている部分もある。序盤においては何かと衝突の絶えなかった武田と北条の間に入って仲裁をしていた。戦闘は好まない。弟1人、妹3人を持つ5人兄妹の長男だが、両親とは事故で死別しており、弟妹は牧場を営む親類の下で暮らしている。
西園寺 治（）
コードネームはマーキュリー。格闘技の達人で、チーム最年少。若干、マザコン気味。後からZACに入った武田を先輩と呼んでいる。刑事として殉職した兄を超えるため、警察に入る。趣味は人形遊び。
上杉 智子（）
本作品のヒロイン。チームの実質的なまとめ役でサイバネーションシステムの起動、ブラックチェンバー移送やバックアップを担当する。経験の浅い武田を当初は先輩として気にかけるも、後にお互いに好意を抱くようになり、失われた記憶を取り戻すにつれ苦悩を深くする武田の心の支えとなっていく。最終回では、彼とともに未来世界に渡る決意をする。彼女もビーナスのコードネームを持っているが、このコードネームが使用されたのはのなかみのるによるコミックボンボン掲載のコミック『電脳警察サイバーコップ・ジュピター』のみであり、テレビシリーズでは使われていない。
織田 久義（）
ZACのキャップ。時に厳しく時に優しく若い隊員たちを包み込み、的確な指示を与える。その人柄のためか隊員たちの信頼も厚い。時々、寒いダジャレを言う。
島津 瑞恵（）
ZACの秘書兼キャップ代行。織田キャップのサポートを行い、織田の不在時には指揮を執ることもある。かつてビットスーツの研究員と恋仲になった過去があるが、その彼は研究所を襲ったミサイルの犠牲になっている。以来独身を通し、彼の子供とも言うべきビットスーツを使用するZACの仕事についている。
矢沢 大介（）
ZACのコンピュータオペレーター。情報収集および解析を行い、作戦を補佐。コンピュータや科学に関する知識が豊富。
朝倉 美穂（）
ZACの通信担当。天然ボケ。話し方はやや舌足らずな印象がある。命を投げ出すZACの任務に対し、いつも逃げ腰になる普通の女の子。

### その他
ルシファー
第16話から登場。武田を狙う23世紀から来た未来人。23世紀では武田とともにコンピュータによる支配を阻止しようと戦っていたが爆発による時空の歪に武田、バロン影山とともに落ちて20世紀にやって来た。バロン影山の策略により武田が裏切っていたと思っていたが、後に誤解であったことが分かり和解し、ともに戦うこととなるが馴れ合いを好まず「あとはお前たちでやるがいい」と言って風のように去ることもしばしば。最終回は武田、上杉とともに未来世界へと帰還する。

## サイバーコップの装備・戦力

### サイバービット
サイバーコップが身にまとう強化服ビットスーツのこと。それぞれ惑星のコードネームが付けられている。装着はビットステーションによって行われる。ビットステーションは当初ZAC本部に設置されていたが、後には専用車両ZACローダーに連結したコンテナ内部に搭載しての運搬も可能となった。
第19話での島津の発言によれば、ビットスーツ1着の開発費は戦闘機数十機分にも相当する模様。
JP-00X-1 ジュピタービット
武田と一緒に発見されたビットスーツ。マスクの部分が複眼になっている。攻撃、防御共に優れている万能型である。23世紀のビットスーツで、他のサイバーコップのビットスーツ開発の参考にされた。危機的状況に陥ると（怒りが頂点に達し、前後の会話に関係なく毎回「許さねぇ！」と叫ぶ）、背中のベンチレーテッドフィンが開き、頭のサイバーエネルギー吸収アンテナが立って、異次元からミラクルなパワーが呼び寄せられる7種類のサイバーボミングが発動する。この際、武田は無意識状態に陥るため周囲や仲間のことも構わずに攻撃を行うという問題を抱えていたが、第7話でこれを克服。以降はボミング状態でも意識を失わずに戦えるようになった。体内に東京を2日で滅ぼすウィルス「P4B2」の抗体を持つ。また、第16話では心眼を会得し、第25話でも使用している。
- 角は、昆虫をモチーフにしていた初期デザインの名残である。

JP-001-HP マーズビット
北条が装着する1号ビットスーツ。形式番号で分かる通りZAC開発のビットスーツとしては最も初期のものである。攻撃力を重視し、火器管制装置FCSの強化により、火力が優れているため、射撃兵器の扱いに長けている。両足のスタビライズギアにより、より正確な射撃が可能。欠点は、他のビットスーツよりも装甲が非常に薄く、防御力が低いところ。
JP-002-ER サターンビット
毛利が装着するビットスーツ。両肩にディスクレーダーを装備しているほか、各種センサー・レーダー・アナライザーを内蔵し、情報収集・分析能力に特化している。防御力は高いが体内の分析装置の重さのため、機動性は極めて低いのが欠点。胸部にメモリーカードスロット（記憶媒体は3.5インチフロッピーディスク）を装備している。
JP-004-HP マーキュリービット
西園寺が装着するビットスーツ。加速装置を装備しており、高速高機動力に優れる。軽量のサイバーアームを使用しているため、格闘術に優れた西園寺自身の能力が活かされている。背面センサーの感度が脆弱で、後ろからの攻撃に弱いのが難点。ストーリー後半では、サイバーウェポンの使用頻度も増えていった。
ルシファービット
第16話から登場。ルシファーが装着する、ジュピターと互角以上に渡り合える能力を持っているビットスーツ。ジュピターと同じ23世紀のビットスーツで、マスクの部分が複眼になっている他、ルシファーが「ルシファー・ビット！」と叫ぶことで時空を超えて装着される。サイバーコップと異なり、ビットステーションを必要としない。最初は敵として登場し口に黒いマスクを装着していたが、ジュピターと和解する第21話でのサイバーグラビトンの使用による衝撃でマスクが外れ、それ以降はマスクを装着しなくなった。その後は仲間となりサイバーコップと共に戦うこととなる。
ビーナスビット
漫画版にのみ登場する、上杉専用のビットスーツ。

### サイバーアーム
サイバーコップの腕のアームシステムジョイントに装着する特殊武装。「セットアーム！」の掛け声とともに、作中ではもっぱら右腕に装着されていたが、設定上は左右どちらの腕にも装着可能となっている。後述のサイバーウェポンも含め、各装備ともブラックチェンバーと呼ばれる黒いトランクに格納されており、街のあちこちに隠された専用端末や、公衆電話、銀行のATMなどにブラックチェンバーカードを差し込んでナンバーを入力することで、ZAC本部から対応するナンバーのブラックチェンバーが地下チューブを通って運ばれ、道路にカモフラージュされた出口から射出される。
- 企画初期ではサイボーグが腕を交換するという設定であった[3]。

CA-001 トライショット
第6話から登場。超高層ビルをも撃ち抜く破壊力を持ったマシンガン。照準はサイバーコップの目と同調して、狙った敵を正確に捉える。また設定上では、パワーユニットを外せば単発射撃用の大型銃にもなる。主にマーズが使用する。第27話では至近距離からの連射でクラブ・ハルコスを倒した。
CA-002 ディスクラッシャー
第1話から登場。硬度特殊合金の切断メカで、高速回転のディスクソーはダイヤを切り裂くことができる。回転速度はサイバーコップの脳波でコントロールされる。両側面に張り出しているパワーカッターは、前方にスライドして太さ30cmのワイヤーも切断するハサミになっている。主にサターンが使用する。
CA-003 スラッシュキャリバー
第1話から登場。接近戦用の武器で、通常は鋭い剣のブレードユニットを装着して使用する。この他設定上では剣を外し、本体のアイアンクローを起こして爪による攻撃もできる。敵の動きを捉えるセンサーがサイバーコップの腕と連動して、素早い攻撃もかわせる。主にマーキュリーが使用する。
CA-004 ボルトワインダー
第1話から登場。丈夫なワイヤーの先端に、2種類のユニットを装着して発射する装備。破壊力抜群のハンマーとアンカーの二面を持つ多用途兵器である。ハンマーユニットはぶ厚い大理石の壁をつらぬくことができ、アンカーユニットはそのセンサーで正確に目標を捉えて打ち込むことができる。主にサターンが使用する。
CA-005 ロックバスター
第2話から登場。超硬度、超回転力を持つドリルで、核シェルターの頑丈な壁をも破壊するその威力を利用し、救出活動などにも使われる。設定上ではドリルユニットは3つに開いて岩も挟み砕けるほか、分離して、地下に潜む敵を爆破する地底ミサイルにもなる。
CA-006 リニアスピーダー
サイバーアームでは唯一の、両足に装着する装備。最高時速300kmの超高速走行メカで、そのスピードはサイバーコップの脳波と連動して自由に操ることができ、リモートコントロール走行で敵の追跡、偵察などにも使用可能である。

### サイバーウェポン
サイバーアームと同じく、ブラックチェンバーに格納されている大型火器。「セットウェポン!」の発声とともにサイバーコップの肩に装着される。作中では主にマーズが使用しており、マーキュリーが使用した際には、撃つ度に反動でよろけてしまうという一幕も見られた。サイバーウェポンは仲間からエネルギーを分けてもらうことで威力を強化することもでき、作中ではマーズがサターンとマーキュリーのエネルギーでファイヤースラッガーを、マーキュリーがサターンのエネルギーでメガストームを、それぞれ強化して使用している。
CW-001 ファイヤースラッガー
第1話から登場。どんなに頑丈なものでも、一発で破壊する力をもつ一撃必殺のバズーカである。発射時に放熱パネルカバーから放出されるエネルギーは溶鉱炉1個分にも相当し、天面から出てくる強力センサーはサイバーコップと連動し、相手を捉えて逃がさない。
CW-002 メガストーム
第5話から登場。超高層ビルを一瞬にして瓦礫の山にしてしまう、ものすごい破壊力を秘めた武器である。ヘッドキャップを開くと6発のミサイルが一斉発射され、スペースシャトル並のスピードを持つミサイルは、サイバーコップと連動されたセンサーによって的確に相手を捉える。ミサイルは1発ずつ発射することも可能。

### ジュピター専用サイバーアーム
ジュピター専用の装備は、他のサイバーアームとは異なりブラックチェンバーには格納されておらず、ジュピターがサイバーボミングするのに合わせて召喚・装着される。
CA-00X サンダーアーム
ジュピターの右腕に装着される手甲状の武器。パンチ力を大幅に強化する。上部の銃口からレーザーを発射可能。31話ではネオ・オミノスが使用したこともある。
ポリスシールド
サンダーアームと同時に左手に装着される盾。あらゆる攻撃をはね返す。

### ルシファー専用装備
ルシファーは、サイバーコップとは違い、ZACが開発したサイバーアームは使用せずに彼専用の装備で戦う。
インパルスマグナム
ルシファーが愛用する2丁拳銃。普段は両腿に装着されている。変身前にも使用可能で、ショルダーホルスターに収めている。
パルサーカノン
ルシファーの背中に装備された、2つの速射砲。使用時には両肩に移動する。
ギガマックス
第20話から登場。ルシファー唯一のサイバーアームで、遠距離・中距離・近距離とあらゆる局面に力を発揮する万能武器である。ルシファーが呼べば自動的に飛んでくるが、第17話では引きずっていた棺桶から取り出していた。サイバーコップたちに貸したこともある。
基本形態は戦闘機のような形状のビーム兵器であり、遠隔操作で自由に敵を追跡・攻撃できる上、ルシファー自らがぶら下がって飛行することもできる。またこの形態からさらに肩に装着するバズーカモードに変形する他、光線ライフル銃のヘビーガンと盾のシールドに分離させることもでき、さらにヘビーガンは剣のブレードモードに変形し、シールドはルシファーの背中に装着する飛行ユニットに変形させて使用することも可能。ヘビーガンから放たれる光線の威力はジュピターのサンダーマグナムをも凌ぐ。
サイバーグラビトン
ルシファーの胸から発射される超サイバーエネルギー光線。ルシファー最強の必殺武器。エネルギーを大量に消費するので、多用は出来ない。

### ZACの装備
ZAC隊員が携帯する装備。護身用なので、デストロイドには効果はほとんどない。
Self Defence-GUN MODEL'88 SDガン
光線銃。
POLICE BATTON MODEL-88 ポリスバトン
伸縮可能な電磁警棒。

### 必殺技

#### ジュピターの必殺技
ハイパー・アタック
突進してサンダーアームによってより強力になったパンチを決める。主に最序盤にて使用。
ハイパー・クラッシャー
超強力な握力を使った攻撃で、どんなに固い金属でも握りつぶしてしまう。
ハイパー・シールド
相手からの攻撃を防ぐバリヤーで、どんなに強力な武器も防ぐことができる。
ハイパー・ストーム
右腕を縦に高速回転させることで空気の渦を起こす切断技。第1話では飛び掛かってきた敵を直接切り裂くカウンター技として、第10話では空気の渦を飛ばす遠距離攻撃として使用。
ハイパー・レイザー
サンダーアームの銃口から光線を放つ。威力は低い。トリア・ガロガを倒した他、第13話では落下してくる衛星アルテミス2の自己防御機能を破壊した。
ローリング・チャージャー
右腕を連続縦回転させることによりエネルギーをチャージし、攻撃力を飛躍的に上昇させる。第7話が初出で、以降に使用されるようになった技も、この技でエネルギーを溜めることで使用可能になる。
サンダー・レイザー
ローリング・チャージャーの後、サンダーアームの銃口から三日月型の赤いレーザービームを発射。厚さ10メートルの鉄板を切り裂くことができる。第7話で初使用。
サンダー・マグナム
ローリング・チャージャーの後、サンダーアームの銃口からエネルギーを固形化した光子ナパーム弾を発射。一発で戦車を粉々に破壊する爆発力を持っている。連射することも可能。第10話で初使用。
サイバニック・ウェーブ
ローリング・チャージャーによって使用可能になる超必殺技で、その場で1秒間に百発の右パンチを繰り出し、その衝撃波を放って敵を粉砕する。第23話で初使用。作中では威力を調節し、リニアモーターカーを押し戻して緊急停車させるという応用も見せた。
サンダー・アタック
ローリング・チャージャーでパワーアップしたパンチで、ハイパー・アタックの数倍の威力を持つ。

#### サイバーコップの必殺技
フォーメーションIII
マーズ、サターン、マーキュリーの合体技。2種類ある。1つはマーズとサターンが両腕を合わせてジャンプ台を作り、スラッシュキャリバーを装備したマーキュリーがそれに乗ってジャンプ、敵に突っ込んで剣を突き立てる戦法で、オフト・ハルコスを倒した。もう1つはマーズとサターンが敵を左右から捕らえてジャンプ、空中で敵の両手足を掴んで敵を仰向け状態にして落下し、落下地点でマーキュリーが無防備な敵の背中に逆立ちキックを食らわす戦法で、マッハ・ハルコスを倒した。
スペシャルバトルフォーメーション
ジュピターら4人のサイバーコップが横一列に並んで手を繋ぎ、マーズら3人がジュピターにエネルギーを与える。ジュピターが、ルシファーから借りたギガマックスバズーカモードから最大限のパワーを引き出すために使用。
サンダーグラビトン
ジュピターとルシファーが、全エネルギーをギガマックスに込めて発射する最強技。最終決戦でバロン影山のサイコバリアを破った。さらに、そのエネルギーは次元の裂け目を発生させ、それによってジュピターとルシファーは未来へと還ることができた。

### マシン
JP-CMX-01A ブレードライナー
第9話から登場。全長2.835mのZAC技術斑が開発したジュピター専用大型高性能バイク。通常最高速度は時速400kmだが、ブースターを使用することで時速600kmに加速可能。機体カウル前部に7.7mm高エネルギー機銃を装備。車体下面から左右に伸びるサイドホイールにより、ビルの谷間などの狭路も走行可能。
ZACローダー
ZAC専用車両である高性能4WD。ベース車両はトヨタ・ランドクルーザー60系（後期型）。ビットスーツの装着に使用する磁気装着装置・ビットステーションは、これによって内蔵したコンテナが牽引されて運ばれる。ビットステーションが牽引できるようになるまではZAC本部でビットスーツを装着した後、ZACローダーに乗って事件現場へ向かうことが多かった。
- 撮影用車両は1台しか存在しないが、劇中で2台登場するシーンがたびたびあった。この場合はもう1台のZACローダーを合成処理で登場させている。

## デストラップ
世界最大のスーパーコンピュータが支配する悪の組織で、シリコン生命体を利用して、死の罠を人類に仕掛け、統治を狙う。
フューラー総統
デストラップの首領。正体はバロン影山が造った世界最大のスーパーコンピュータ。
- 首領としての姿は睦五朗（キャスト）の顔をオプチカルワークで表現したものであるが、放映当時の雑誌においては暗闇の中に佇む睦五朗の顔がフューラーとして紹介された。

バロン 影山（）
前線司令官。実はデストラップの真の支配者かつジュピターやルシファーと同じ未来人で、コードネームはZ-901。強力な光線を放つ指輪が武器。後にフューラーの頭脳を取り込んで超人類バロンとなり、サイコ能力を発動させた。
エインシュタイン博士
自らの理論を「超理論物理」と称し、その権威と標榜するハイテク工学の天才。黒い男性型デストロイド・オミノス軍団を指揮する。第24話でデストラップ基地の崩壊に巻き込まれ死亡。デストラップの幹部は全てバロン影山が造ったアンドロイドであるが、本人たちはそのことを知らず、エインシュタインも死に際して自らの「人生」を振り返る言葉を遺した。
プロイド博士
フルネームはアーサー・C・プロイド。超心理学の天才。蜘蛛のような非人間型のガロガ軍団を指揮する。武器は電磁鞭。第33話でサターン、マーキュリーと戦った際にモデルとなった科学者が既に死んでいることや過去の記憶が無いことなどを2人から指摘され、さらに破壊されて機械の部分が露出した自分の身体に驚愕しつつ死んだ。
デューウィン女史
生命科学の天才。白い女性型デストロイド・ハルコス軍団を指揮する。武器はナイフ。エインシュタインやルナに対するライバル意識を持つ。バロン影山は時折「デューウィン博士」と呼ぶ。
バロン影山がフューラーに漏らした言葉によって自らがアンドロイドであることに気づき、プロイドやルナにそれを間接的に示唆するが、バロン影山に裏切りを指摘され殺される。
ビーストマスター・ルナ
第25話から登場。エインシュタイン博士の妹として製造されたアンドロイド。オミノス軍団に加えて、野獣戦士（ビーストソルジャー）四天王（タイガー、ホーク、タートル、サラマンダー）やその量産型のブラッククローズを指揮する。苛烈な性格だが、戦いの中で出会った北条と恋に落ちていく。最終的にデストラップを裏切るがバロン景山から「低級なアンドロイド」と酷評されて殺された。
デストロイド
デストラップによって作られたアンドロイド戦士の総称。当作品における怪人枠。
オミノス・ガロガ・ハルコスの3タイプ存在し、名前の前には登場順にギリシャ語の数字が冠されているが、終盤はそういった法則はない。主に作戦行動を実行する役割を持ち、三幹部が水晶を通じて遠隔操作を行うが、自律的に行動も可能。前述の3タイプの他にも、空中戦艦型や完全に人間に擬態し社会に溶け込んでいるタイプやサイバーコップを模したにせサイバーコップも登場している。
ハルコス
デューウィン女史が操る白基調の人型デストロイド。曲面を多用したマッシブな外観が特徴。
オミノス
エインシュタイン博士が操る黒基調の人型デストロイド。エインシュタイン戦死後は ビーストマスター・ルナが操る。ハルコスに比べ細身な外観で、胸部のエアインテークが特徴。手持ち装備はハルコスと共通だが、デモンエッグという専用バイクに搭乗する。
ガロガ
プロイド博士が操る非人型デストロイド。蜘蛛やサソリのような外観が特徴で、サイズも小動物のような超小型から戦車大の大型機まで様々。主に都市システムの乗っ取りといった破壊工作や、兵器に取り付き操るといった戦法をとるのが基本であるため、単体での戦闘力は低い。
工作員（ワークマン）
デストラップの一般アンドロイド兵で、主にスパイ・偵察・変装およびデストロイドの護衛などを行う。
外見はほぼ人間と変わらないが、一貫して無表情であり、常時着用しているサングラス風のゴーグルの下の目は露出したメカという構造となっている。

## キャスト
- 武田真也 / ジュピター：吉田友紀
- 上杉智子：千葉美加
- 北条明 / マーズ：塩谷庄吾
- 毛利亮一 / サターン：水本隆司
- 西園寺治 / マーキュリー：佐々木竜馬
- ルシファー：高良隆志
- 織田久義：大門正明
- 島津瑞恵：三田篤子
- 朝倉美穂：大西浩美
- 矢沢大介：鈴木修平
- 山本主任：大谷朗
- バロン影山：佐藤仁哉
- フューラー、ナレーション：睦五朗
- プロイド博士：岡部健
- エインシュタイン博士：北川貴章
- デューウィン女史：石村とも子
- ビーストマスター・ルナ：武田雅子
- ZAC基地合成音声：バブ・テンバロー

### スーツアクター
- ジュピター[13]：清家利一
- 夏山剛一
- 坂本隆
- 岩田時男
- 石井孝之
- 今井靖彦
- 高木英一
- 宮本浩光
- 笠原隆宏
- マーズビット（代役）[14]：横山一敏[注釈 10]

### ゲスト
- 警官：石倉三郎、竹田光裕(1)
- 灯台係員：茶風林(2)
- 海藤竜一：平泉成(3)
- レポーター：田原アルノ(3)
- 安藤麗子：若林志穂(4)
- ロラン王子：ロジェー・アレンハムリック(5)
- ウルフ：大月ウルフ(7)
- 幼稚園バスジャック犯人：掛田誠、山田亮(7)
- 西園寺の母：岸久美子(8,32)
- 一条真紀：塩澤真佐子(9)
- アリサ：城源寺くるみ(11)
- 立花浩一：岩瀬威司(12)
- アケミ：七瀬なつみ(13)
- 長老シド：伊沢一郎(16)
- キララ：石川裕見子(16)
- 暴れ者ジャック[14]：横山一敏（16）
- 女子寮寮長：大和なでしこ(19)
- 警官：飯島大介(19)
- 三枝ミチコ：比企理恵(20)
- 李白龍：春田純一(23)
- サトル：飯塚洋介(26)
- ユカリ：本名陽子(26)
- 毛利和美：安孫子里香(27,30,32)
- 毛利尚美：武藤真弓(27,30,32)
- 毛利健二：黒沢大輔(27,30,32)
- 毛利久美：新垣あや(27,30,32)
- マモル：篠原俊晴(28)
- 長谷川和夫：古川聰(29)

## スタッフ
- 企画：嶋村一夫（読広）、永山勝美（東宝企画）
- プロデューサー：堀越徹（NTV）、石川清司（読広）、鳥海満、田久保正之（東宝企画）、小林哲也（スタジオジャンプ）
- アシスタントプロデューサー：福与雅子（NTV）、鈴木淑仁（読広）
- 監督補：北村義樹
- 広報担当：岩上喜進（NTV）
- 文芸担当：大岡香苗（東宝企画）
- 企画協力：のなかみのる（しげるプロ）
- シリーズ監修：村石宏實
- シリーズ構成：武上純希
- 脚本：武上純希、大橋志吉、ごうどかずひこ、田哲平、戸田博史
- 音楽：新田一郎
- 撮影：村上俊郎、須藤昭榮、中間政治
- 録音：高橋澄夫
- 美術：特殊美術GAM、井口昭彦
- 編集：大高勲
- 選曲：白井多美雄
- 効果：神保大介
- 特殊メイク：藤原慎二
- アクションディレクター：西本良治郎
- 操演：亀甲船
- アニメーション：雷神
- 特殊造形：コスモプロダクション
- キャラクターデザイン：のなかみのる、サブマリン、小原渉平
- ルナ・デザイン：いのまたむつみ
- 技術協力：日本VTR
- ビデオプロセス：IMAGICA
- スタジオ：東宝ビルト
- 連載：テレビマガジン、コミックボンボン、たのしい幼稚園、おともだち
- 協力：富士通、ヤマハ、トヨタ自動車
- 監督：村石宏實、松本清孝、北村義樹、平田道夫、大井利夫
- 企画制作：日本テレビ
- 製作：東宝企画、スタジオジャンプ、読売広告社

## 主題歌・挿入歌
主題歌
- OP：「明日への叫び 〜サイバー・ハート〜」（歌：西川弘志）
  - 作詞：岩里祐穂／作曲：井上大輔／編曲：白井良明
- ED：「シューティング・スター」（歌：千葉美加）
  - 作詞：田口俊／作曲・編曲：鳥山雄司

挿入歌
- 「追憶のジュピター」（歌：長島秀幸／第18話 - 第19話、第22話、第25話）
  - 作詞：安藤芳彦／作曲：新田一郎／編曲：工藤隆

ジュピターのテーマソング。
- 「炎のメッセンジャー」（歌：坂井紀雄）
  - 作詞：安藤芳彦／作曲：新田一郎／編曲：工藤隆

ルシファーをイメージした曲。
- 「BRAND-NEW TOMORROW」（歌：千葉美加／第33話 - 第34話）
  - 作詞：田口俊／作曲：VAX POP／編曲：梁邦彦
- 「INTO THE NIGHT」（歌：千葉美加）
  - 作詞：田口俊／作曲・編曲：鳥山雄司
- 「LET IT GO」（歌：西川弘志）
  - 作詞：佐藤ありす／作曲：小路隆／編曲：土方隆行

## 放送日程
- 劇中の日付は概ね実際の本放送日に合わせられており、第1話は1999年の10月2日で第13話は同年の大晦日、第14話からは2000年になる。

| 放送日         | 放送回 | サブタイトル                                              | 登場怪人・メカ                                                           | 脚本                    | 監督     |
| -------------- | ------ | --------------------------------------------------------- | ------------------------------------------------------------------------ | ----------------------- | -------- |
| 1988年09月18日 | SP     | 直前スペシャル 『来るぞ！超SFX!! 電脳警察サイバーコップ』 | -                                                                        | 寺田憲史 （構成）       | 松本清孝 |
| 10月02日       | 1      | 最強の刑事！ジュピター登場                                | - エナ・ハルコス                                                         | 武上純希                | 村石宏實 |
| 10月09日       | 2      | 街がしずむ！海上都市を救え！                              | - エレ・オミノス                                                         | 武上純希                | 村石宏實 |
| 10月16日       | 3      | 激突！サイボーグタンク                                    | - エナ・ガロガ - ディオ・ガロガ - ドーベルマンV109                       | 武上純希                | 村石宏實 |
| 10月23日       | 4      | 交通パニック！コンピューターの罠                          | - ディオ・オミノス                                                       | 武上純希                | 村石宏實 |
| 10月30日       | 5      | 危うし王子！ダークゾーンからの脱出                        | - ディオ・ハルコス - トリア・ガロガ                                      | 大橋志吉                | 松本清孝 |
| 11月06日       | 6      | 狙われた織田！ZAC大ピンチ                                 | - トリア・オミノス                                                       | ごうどかずひこ          | 松本清孝 |
| 11月13日       | 7      | 殺人ジェット!! 東京市街戦                                 | - テセラ・ガロガ - シーガル戦闘機                                        | 武上純希                | 北村義樹 |
| 11月20日       | 8      | 危うし電子ダム！東京暗黒作戦                              | - トリア・ハルコス                                                       | ごうどかずひこ          | 北村義樹 |
| 11月27日       | 9      | 激走マシン!! ブレードライナー登場                         | - テセラ・オミノス - デモンエッグ                                        | 武上純希                | 村石宏實 |
| 12月04日       | 10     | 幽霊ホテル!? ゾンビがいっぱい!                            | - テセラ・ハルコス                                                       | 武上純希                | 村石宏實 |
| 12月11日       | 11     | 空とぶ戦車!! ハイウェイの死闘                             | - 浮遊戦車（エアタンク）                                                 | 武上純希 田哲平         | 松本清孝 |
| 12月18日       | 12     | ドラゴンが舞う！ふしぎなXマス                             | - ベンデ・ガロガ - オリオン                                              | ごうどかずひこ          | 松本清孝 |
| 12月25日       | 13     | 衛星が落ちる!! ジュピター殉職!?                           | - ベンデ・ハルコス                                                       | 大橋志吉                | 村石宏實 |
| 1989年01月15日 | 14     | 武田の秘密!! まぼろしの未来を見た！                       | - ベンデ・オミノス                                                       | 武上純希                | 北村義樹 |
| 1月22日        | 15     | 未来を変えろ!! 希望の戦士ジュピター                       | - エクシ・ハルコス                                                       | ごうどかずひこ          | 北村義樹 |
| 1月29日        | 16     | 地獄の使者!? ルシファー登場!!                             | - エフタ・ハルコス - ルシファー                                          | 武上純希                | 村石宏實 |
| 2月05日        | 17     | ルシファーの逆襲!! 悪魔の挑戦状                           | - ルシファー                                                             | ごうどかずひこ          | 平田道夫 |
| 2月12日        | 18     | ボミング不能!! 巨大UFO現わる！                            | - オフト・ハルコス - クリスタロ                                          | 武上純希 ごうどかずひこ | 村石宏實 |
| 2月19日        | 19     | 上杉の反乱！あぶない女刑事                                | - エニャ・ハルコス - クリスタロ                                          | 武上純希                | 村石宏實 |
| 2月26日        | 20     | うなる必殺武器!! ギガマックスの威力                       | - ルシファー                                                             | 武上純希 ごうどかずひこ | 北村義樹 |
| 3月05日        | 21     | 5人目のコップ!? 究極のサイバー・ルシファー                | - エクシ・オミノス - デカ・ハルコス - ダミーロボット - クリスタロ        | 武上純希                | 北村義樹 |
| 3月12日        | 22     | にせサイバー!! ZAC絶体絶命                                | - にせサイバーコップ                                                     | ごうどかずひこ          | 大井利夫 |
| 3月19日        | 23     | 最後の必殺技!! サイバニック・ウェーブ                     | - グラップラー                                                           | 武上純希 大橋志吉       | 大井利夫 |
| 3月26日        | 24     | ミサイル発進!! 激突デストラップ基地                       | - エフタ・オミノス - エンデカ・ハルコス                                  | ごうどかずひこ          | 村石宏實 |
| 4月05日        | 25     | 恐怖の女戦士！ルナ登場                                    | - ビーストソルジャー四天王 - タイガー - ホーク - タートル - サラマンダー | 武上純希                | 村石宏實 |
| 4月12日        | 26     | 見えない要塞をたたけ!!                                    | - スパイダー・ガロガG - ブラッククローズ                                 | 武上純希                | 北村義樹 |
| 4月19日        | 27     | こわれたサイバービット!!                                  | - コブラ5 - クラブ・ハルコス                                             | ごうどかずひこ          | 北村義樹 |
| 4月26日        | 28     | シティ空爆！ひこう船爆弾                                  | - リング・オミノス - リング・ハルコス                                    | 大橋志吉                | 大井利夫 |
| 5月10日        | 29     | 上杉暗殺！いそげコップ                                    | - マッハ・オミノス - マッハ・ハルコス                                    | 武上純希                | 大井利夫 |
| 5月17日        | 30     | 悪魔の山を走りぬけ!!                                      | - ダーク・オミノス - デモンエッグ                                        | ごうどかずひこ          | 平田道夫 |
| 5月24日        | 31     | 奪われたサンダーアーム                                    | - ネオ・オミノス - ハスラー（演 - 高橋利道）                             | 戸田博史                | 平田道夫 |
| 5月31日        | 32     | おそわれたロフト!!                                        | - テッド・ハルコス                                                       | ごうどかずひこ          | 北村義樹 |
| 6月07日        | 33     | リニアカーをまもれ!!                                      | - カノン・ハルコス - クリスタロ                                          | 武上純希                | 村石宏實 |
| 6月14日        | 34     | デストラップのさいご!!                                    | - 超人類バロン - カノン・ハルコス                                        | 武上純希                | 村石宏實 |
| 6月28日        | 35     | リクエストトップ10特集 PART.1                             | -                                                                        | 武上純希                | 村石宏實 |
| 7月05日        | 36     | リクエストトップ10特集 PART.2                             | -                                                                        | 武上純希                | 村石宏實 |

## 放送局
※灰色網掛け枠は放映無し。
| 放送対象地域   | 放送局               | 1988年10月 - 1989年3月 | 1988年10月 - 1989年3月                                    | 1989年4月 - 1989年7月 | 1989年4月 - 1989年7月                             |
| 放送対象地域   | 放送局               | 放送時間               | 放送期間                                                  | 放送時間              | 放送期間                                          |
| -------------- | -------------------- | ---------------------- | --------------------------------------------------------- | --------------------- | ------------------------------------------------- |
| 関東広域圏     | 日本テレビ（制作局） | 日曜 10:30 - 11:00     | 1988年10月2日 - 1989年3月26日 （日本テレビと 同時ネット） | 水曜 17:00 - 17:30    | 1989年4月5日 - 7月5日 （日本テレビと 同時ネット） |
| 宮城県         | ミヤギテレビ         | 日曜 10:30 - 11:00     | 1988年10月2日 - 1989年3月26日 （日本テレビと 同時ネット） | 水曜 17:00 - 17:30    | 1989年4月5日 - 7月5日 （日本テレビと 同時ネット） |
| 福島県         | 福島中央テレビ       | 日曜 10:30 - 11:00     | 1988年10月2日 - 1989年3月26日 （日本テレビと 同時ネット） | 水曜 17:00 - 17:30    | 1989年4月5日 - 7月5日 （日本テレビと 同時ネット） |
| 新潟県         | テレビ新潟           | 日曜 10:30 - 11:00     | 1988年10月2日 - 1989年3月26日 （日本テレビと 同時ネット） | 水曜 17:00 - 17:30    | 1989年4月5日 - 7月5日 （日本テレビと 同時ネット） |
| 広島県         | 広島テレビ           | 日曜 10:30 - 11:00     | 1988年10月2日 - 1989年3月26日 （日本テレビと 同時ネット） | 水曜 17:00 - 17:30    | 1989年4月5日 - 7月5日 （日本テレビと 同時ネット） |
| 鳥取県・島根県 | 日本海テレビ         | 日曜 10:30 - 11:00     | 1988年10月2日 - 1989年3月26日 （日本テレビと 同時ネット） |                       |                                                   |
| 静岡県         | 静岡第一テレビ       | 日曜 10:30 - 11:00     | 1988年10月2日 - 1989年3月26日 （日本テレビと 同時ネット） | 土曜 7:00 - 7:30      | 1989年4月8日 - 7月8日                             |
| 中京広域圏     | 中京テレビ           | 日曜 10:30 - 11:00     | 1988年10月2日 - 1989年3月26日 （日本テレビと 同時ネット） | 土曜 7:00 - 7:30      | 1989年4月8日 - 7月8日                             |
| 近畿広域圏     | よみうりテレビ       | よみうりテレビ         | 1988年10月2日 - 1989年3月26日 （日本テレビと 同時ネット） | 木曜 16:00 - 16:30    | 1989年4月14日 - 7月6日                            |
| 岡山県・香川県 | 西日本放送           | 日曜 10:30 - 11:00     | 1988年10月2日 - 1989年3月26日 （日本テレビと 同時ネット） | 火曜 17:00 - 17:30    | 1989年4月11日 - 7月11日                           |
| 福岡県         | 福岡放送             | 日曜 10:30 - 11:00     | 1988年10月2日 - 1989年3月26日 （日本テレビと 同時ネット） | 日曜 7:15 - 7:45      | 1989年4月9日 - 7月9日                             |
| 熊本県         | くまもと県民テレビ   | 日曜 10:30 - 11:00     | 1988年10月2日 - 1989年3月26日 （日本テレビと 同時ネット） | 日曜 7:00 - 7:30      | 1989年4月9日 - 7月9日                             |
| 北海道         | 札幌テレビ           | 日曜 8:30 - 9:00       | 1988年10月9日 - 1989年4月2日                              | 土曜 17:00 - 17:30    | 1989年4月8日 - 7月8日                             |
| 福井県         | 福井放送             | 金曜 17:00 - 17:00     |                                                           | 金曜 17:30 - 18:00    |                                                   |
| 沖縄県         | 沖縄テレビ           | 水曜 16:30 - 17:00     |                                                           | 水曜 16:30 - 17:00    |                                                   |

## 映像ソフト化
いずれも発売元は東宝ビデオ。
- ビデオ（VHS、セル・レンタル共通）は1989年9月8日から1990年2月9日にかけて、全9巻（各巻4話収録）がリリースされている。
- LDは放送10周年にあたる1997年から1998年に初回限定で「ジュピターBOX」と「ルシファーBOX」の2巻の全話のLD-BOXが発売された[31]。
- DVDは2005年1月21日から3月25日にかけて、全3巻（各巻2枚組・12話収録）がリリースされた。また2018年11月3日には、「東宝DVD名作セレクション」として全6巻（各巻6話収録）が同時発売され、これを記念して2018年11月6日から12月25日まで、YouTubeの東宝テレビ特撮の公式チャンネルである「タコラチャンネル 」にて、一部の話数[注釈 16]が期間限定で配信された。

| 巻数                                                    | 発売日        | 収録話          |
| VHS                                                     | VHS           | VHS             |
| ------------------------------------------------------- | ------------- | --------------- |
| 第1巻 ウルトラ・ポリスZAC誕生！                         | 1989年9月8日  | 第1話 - 第4話   |
| 第2巻 フューラー襲撃！危うしZAC                         | 9月8日        | 第5話 - 第8話   |
| 第3巻 激突！ウルトラ・メカニック!! ブレードライナー登場 | 10月13日      | 第9話 - 第12話  |
| 第4巻 白い弾丸！ルシファーの挑戦!!                      | 11月10日      | 第13話 - 第16話 |
| 第5巻 激斗！あぶない女刑事 上杉智子!!                   | 12月8日       | 第17話 - 第20話 |
| 第6巻 爆発！最終兵器サイバニック・ウェーブ!!            | 1990年1月12日 | 第21話 - 第24話 |
| 第7巻 恐怖の女戦士ルナの哀しみ                          | 1月12日       | 第25話 - 第28話 |
| 第8巻 運命のめぐりあい！北条とルナ                      | 2月9日        | 第29話 - 第32話 |
| 第9巻 さらばジュピター!! 未来の戦士たちよ               | 2月9日        | 第33話 - 第36話 |
| DVD                                                     |               |                 |
| VOL.1                                                   | 2005年1月21日 | 第1話 - 第12話  |
| VOL.2                                                   | 2月25日       | 第13話 - 第24話 |
| VOL.3                                                   | 3月25日       | 第25話 - 第36話 |
| DVD（東宝DVD名作セレクション版）                        |               |                 |
| VOL.1                                                   | 2018年11月3日 | 第1話 - 第6話   |
| VOL.2                                                   | 2018年11月3日 | 第7話 - 第12話  |
| VOL.3                                                   | 2018年11月3日 | 第13話 - 第18話 |
| VOL.4                                                   | 2018年11月3日 | 第19話 - 第24話 |
| VOL.5                                                   | 2018年11月3日 | 第25話 - 第30話 |
| VOL.6                                                   | 2018年11月3日 | 第31話 - 第36話 |

## 備考
演出関連
マーズ・サターン・マーキュリーは、装着者を演じている役者が当時ジャパン・アクション・クラブに所属していてスーツアクターも兼任していた。そのため、「ゴーグルが透けて中の人の顔が見える」「マスクのみ外して素顔にスーツ姿で戦う」などといった演出が普通に行われた。これは、ヒーローの変身前後の一体感を増すための手法として、後の特撮作品にも使われている。このうち、「ゴーグルが透ける（紗を外す）」という手法は当初使用されていなかったが、ビットスーツ着用時の表情も見てもらいたいという想いから、毛利亮一 / サターン役の冴場都夢が第13話の撮影中に監督に内緒で紗を外してしまったのがきっかけとなり、マーズ・マーキュリーもそれに倣ったという。
また第7話では、モニター損傷により外部が見えなくなったマーズが自分の手でゴーグルを剥ぎ取る最中に電飾が光る演出が見られるが、このギミックは演じた塩谷庄吾が造形スタッフから型を借りての自作（塩谷は模型作りが趣味だった）によるもので、この時塩谷は左手首を骨折していた。塩谷はこの他にも電飾入りのマーズビットを自作しており、これはZAC本部でビットスーツのチェックが行われるシーンで使用された。

後年の作品への影響
本作品のメインスポンサーであるタカラは、本作品に続く特撮ヒーロー作品として、巨大ヒーロー作品『サイバーマン』を企画しており、本作品においてクリスマス時期の大型商品がなかったという反省からサポートロボットの登場が予定されていた。またヒーローがサポートメカを装着するというコンセプトなどが、後に制作された特撮ヒーロー作品『電光超人グリッドマン』（1993年 - 1994年）の元になったとされる。
また本作品の終了から数年後に制作され、やはりタカラがメインスポンサーであったアニメ『機甲警察メタルジャック』（1991年）は、「実現せずに終わった本作品の続編企画が母体となった」という情報が同作品のファンの間で周知の事実として放送当時語られていた。これについて、当時タカラの担当者である高谷元基によると、先述の実現しなかった後継企画『サイバーマン』の「ヒーローがサポートメカを装着する」というコンセプトが、当時の上司経由でサンライズに提案され、『メタルジャック』で採用されたと後に語っている。急遽決まった企画で時間がなく、『メタルジャック』に登場する「シルバージャックアーマー」は『サイバーマン』で検討した機構をダウンサイジングで流用したという。
タカラの競合企業であるバンダイの元社員である野中剛は、『機動刑事ジバン』の可動フィギュア「マルチフォームジバン」は「サイバービットシリーズ」から、『特警ウインスペクター』の「マックスキャリバー」はサンダーアームからそれぞれ影響を受けたものであることを証言している。
その他
- 第16話で武田が使用している松葉杖は、当時右足を骨折していた吉田友紀が実際に使っていたものである。
- 2009年9月から2010年5月まで、チャンネルNECOの「特撮ドラマ王国20」枠にて再放送が行われた。